# چارلز فرنسیس آدامز سنیور
چارلز فرانسیس آدامز سینیور (.Charles Francis Adams Sr) (زادهٔ ۱۸ اوت ۱۸۰۷ – درگذشتهٔ ۲۱ نوامبر ۱۸۸۶)، ویراستار تاریخی، نویسنده، سیاستمدار و دیپلمات اهل ایالات متحده بود. او فرزند رئیس‌جمهور جان کویینسی آدامز و نوه رئیس‌جمهور جان آدامز بود و در مورد پدربزرگ خود یک زندگی‌نامه طویل نوشت. او دو دختر و پنج پسر داشت، از جمله جان کویینسی آدامز دوم، چارلز فرانسیس آدامز جونیور، هنری آدامز و بروکس آدامز.
آدامز برای دو دوره در مجلس سنای ایالتی ماساچوست خدمت نمود، پس از آن از سوی حزب خاک آزاد به عنوان معاون ریاست جمهوری در تکت انتخاباتی رئیس‌جمهور پیشین مارتین ون بیورن در انتخابات ۱۸۴۸ معرفی گردید، اما ناموفق بود. در جریان جنگ داخلی آمریکا، آدامز از سوی اداره آبراهام لینکلن به عنوان سفیر ایالات متحده به انگلستان فرستاده شد، جاییکه وی در بی‌طرف نگه‌داشتن بریتانیا و به رسمیت نشناختن ایالات مؤتلفه از نظر سیاسی، نقش کلیدی را ایفا نمود.
آدامز سرپرست دانشگاه هاروارد شد و پارک ملی تاریخی آدامز را تأسیس کرد، کتابخانهٔ در کوینزی، ماساچوست که به افتخار پدرش نام‌گذاری نمود.

## اوایل زندگی
آدامز در ۱۸ اوت ۱۸۰۷ در بوستون از جان کویینسی آدامز (۱۷۶۷ – ۱۸۴۸ میلادی) و لوئیزا کاترین جانسون (۱۷۷۵ – ۱۸۵۲ میلادی) زاده شد، دو برادر و یک خواهر داشت. دو برادر بزرگتر از وی جورج واشینگتن آدامز (۱۸۰۱ – ۱۸۲۹ میلادی) و جان آدامز دوم (۱۸۰۳ – ۱۸۳۴ میلادی) نام داشتند. خواهر وی لوئیزا در ۱۸۱۱ میلادی متولد و در ۱۸۱۲ میلادی، زمانی که خانواده در روسیه زندگی می‌کرد، درگذشت.
وی در مدرسه لاتین بوستون و کالج هاروارد آموزش دید و در ۱۸۲۵ میلادی از این کالج فارغ‌التحصیل شد. پس از آن وی نزد دنیل وبستر به آموزش حقوق پرداخت، اجازه فعالیت حقوقی را دریافت نموده و بعداً در بوستون به وکالت آغاز کرد. وی در نشریه «نورت امریکن رویو» نقدهای ادبی فراوانی در مورد تاریخ آمریکا و بریتانیا نوشت.
در جریان ریاست جمهوری جان کویینسی آدامز (۱۸۲۵ – ۱۸۲۹ میلادی)، چارلز و برادرانش جان و جورج برای به‌دست آوردن همان زن، دختر خاله/دایی آنها مری کاترین هلن که پس از مرگ والدینش با خانواده آدامز زندگی می‌کرد، باهم رقابت می‌کردند. در ۱۸۲۸ میلادی، جان طی یک مراسم در کاخ سفید با مری ازدواج کرد و چارلز و جورج در این مراسم شرکت نکردند.

## حرفه
در ۱۸۴۰ میلادی، آدامز برای سه دوره تک-ساله به عنوان عضو مجلس نمایندگان ماساچوست انتخاب شده و از ۱۸۴۳ تا ۱۸۴۵ میلادی در مجلس سنای ماساچوست خدمت کرد. در ۱۸۴۶ میلادی، او روزنامه بوستون ویگ را خریداری نموده و سردبیر آن شد. در ۱۸۴۸ میلادی، وی از سوی حزب خاک آزاد به عنوان نامزد معاون ریاست جمهوری ایالات متحده معرفی گردیده و در تکت انتخاباتی رئیس‌جمهور پیشین مارتین ون بیورن به مبارزه انتخاباتی پرداخت.
از دهه ۱۸۴۰ میلادی به بعد، آدامز به یکی از بهترین ویراستاران تاریخی عصر خود مبدل شد. او این استعداد خود را تا حدی مدیون پدرش بود، کسی که در ۱۸۲۹ میلادی (پس از اینکه برای بر دوم در انتخابات ۱۸۲۸ نامزد ریاست جمهوری شد و شکست خورد) سیاست را ترک نمود و به تاریخ و زندگی‌نامه‌نویسی روی آورد. جان کویینسی آدامز به نوشتن زندگی‌نامه پدر خود جان آدامز آغاز کرد، اما با ورود دوباره به حوزه سیاست در ۱۸۳۰ میلادی و انتخاب شدن به عنوان نماینده مجلس نمایندگان، تنها پس از نوشتن چند فصل نوشتن را متوقف کرد.
آدامز جوان که تازه ویراستاری نامه‌های مادربزرگ خود ابیگیل آدامز را تحت عنوان نامه‌های خانم آدامز، همسر جان آدامز (۱۸۴۰ میلادی) به پایان رسانیده بود، پروژهٔ ناتمام پدر را به اتمام رسانده و در میان سال‌های ۱۸۵۰ و ۱۸۵۶ نه تنها دو جلد زندگی‌نامه از پدربزرگ خود را پیشکش کرد، بلکه هشت جلد کتاب دیگر نیز ارایه نمود که حاوی نسخه‌های از خاطرات و خود زیست‌نامه جان آدامز، نوشته‌های عمده سیاسی و گزیده‌ای از نامه‌ها و سخنرانی‌های وی بود. نسخه‌ای با عنوان کارهای جان آدامز، دومین رئیس‌جمهور ایالات متحده تنها نسخه از نوشته‌های جان آدامز به‌حساب می‌رفت تا اینکه خانواده مقاله‌های محافظت شده آدامز را در ۱۸۵۴ میلادی به انجمن تاریخ ماساچوست اهدا نموده و اجازه ساخت پروژه مقالات آدامز را صادر کرد؛ این پروژه مدرن، نسخه‌های صحیح و دانشمندانه از زندگی‌نامه آدامز، چندین جلد مکاتبات خانواده آدامز، دو جلد تصاویر جان و ابیگیل آدامز و جان کویینسی و لوئیسا کاترین آدامز و خاطرات‌نامه سال‌های اولیه چارلز فرانسیس آدامز را به چاپ رساند، اما آدامز نسخهٔ بازنگری شده زندگی‌نامه را در ۱۸۷۱ میلادی منتشر کرد. وی در ۱۸۵۷ میلادی به عنوان عضو فرهنگستان هنر و علوم آمریکا انتخاب گردید.

### عضو کنگره و دیپلمات
به عنوان یک جمهوری‌خواه، آدامز در ۱۸۵۸ میلادی به مجلس نمایندگان ایالات متحده راه یافته و ریاست کمیته تولیدکنندگان را برعهده داشت. وی در ۱۸۶۰ میلادی دوباره در مجلس نمایندگان انتخاب شد، اما از این سمت استعفا داد تا فرستاده (سفیر) ایالات متحده در دربار سنت جمیز (بریتانیا) شود، سمتی که پیش از وی پدر و پدربزرگش از ۱۸۶۱ تا ۱۸۶۸ میلادی در آن خدمت کرده بودند. سناتور قدرت‌مند اهل ماساچوست چارلز سامنر می‌خواست به عنوان فرستاده انتخاب گردد و از اینرو از آدامز ناراض شد. بریتانیا از قبل مخاصمه ایالات مؤتلفه را به رسمیت شناخته بود، اما آدامز در بی‌طرف نگه‌داشتن بریتانیا و به رسمیت نشناختن ایالات مؤتلفه از نظر سیاسی، در جریان جنگ داخلی آمریکا نقش کلیدی داشت.
بخشی از وظایف وی شامل مکاتبه با غیرنظامیان بریتانیایی از جمله کارل مارکس و انجمن بین‌المللی کارگران بود. آدامز و پسر وی هنری آدامز که به عنوان دستیار شخصی پدرش خدمت می‌کرد، همچنین مأموریت داشتند تا دسیسه‌های سیاسی وفاداران به ایالات مؤتلفه و ساخت کشتی‌های تجاری تهاجمی توسط کارخانه‌های کشتی سازی انگلستان، را زیر نظر داشته باشند (همانند کشتی hull N°۲۹۰ که با نام انریکا از لیورپول وارد آب شد، اما چندی بعد در نزدیکی جزایر آزور به کشتی جنگی سی‌اس‌اس آلاباما تغییر کرد).
موفقیت اصلی وی به عنوان دیپلمات، بی‌طرف نگه‌داشتن بریتانیا بود. وی در ۱۸۶۱ میلادی توانست در همکاری با لینکلن، مسئله ترنت که در آن یک افسر نیروی دریای آمریکایی حقوق بریتانیا را نقض نموده بود، حل نماید. با موفقیت روزافزون تحریم ائتلاف، حالا پنبه اندکی به اروپا صادر می‌شد که تمامی آن از طریق مجراهای اتحادیه صورت می‌گرفت. عناصر قوی در بریتانیا، از جمله وزیر خزانه‌داری ویلیام گلدستون، می‌خواست تا دخالت نموده و به ائتلاف کمک کند. آدامز هشدار داد که این امر به معنی اعلام جنگ با ایالات متحده است و همچنین منجر به توقف صادرات موادغذایی آمریکا به بریتانیا می‌شود، صادراتی که ربع کل موادغذایی بریتانیا را تأمین می‌کرد. نیروی دریایی آمریکا که به مراتب قوی است، تلاش خواهد کرد تا کشتی‌های بریتانایی را غرق کند.
زمانی که حمله ایالات مؤتلفه به شمال در آنتی‌تام شکست خورد و لینکلن اعلام نمود که می‌خواهد اعلامیه آزادی بردگان را صادر کند، حکومت بریتانیا از گفتگوهای جنگ دست کشید. آدامز و کارمندان وی در مورد مسئله کشتی‌سازی اطلاعات گردآوری نمودند که نشان می‌داد کشتی‌های جنگی که برای ایالات مؤتلفه ساخته می‌شدند چه اندازه به تجارت دریایی آمریکا آسیب وارد می‌کرد. این شواهد به مبنای برای ادعاهای آلاباما پس از جنگ مبدل شد. این ادعاها به حکمیت کشانده شده و آدامز مسئولیت جناح آمریکایی را برعهده داشت. بریتانیا در ۱۸۷۲ میلادی توافق نمود تا ۱۵ میلیون دلار را به عنوان جبران خسارت بپردازد.

## اواخر زندگی
زمانی که آدامز دوباره به بوستون بازگشته بود، سمت ریاست دانشگاه هاروارد را رد کرد، اما در ۱۸۶۹ میلادی به یکی از ناظران این دانشگاه مبدل شد. در ۱۸۷۰ میلادی، وی نخستین کتابخانه ریاست جمهوری را به افتخار پدر خود جان کویینسی آدامز در ایالات متحده تأسیس کرد. کتابخانه استون شامل بیش از ۱۴٬۰۰۰ کتاب به دوازده زبان مختلف می‌باشد. این کتابخانه در مکانی به‌نام «اولد هاوس» (همچنین معروف به «پیس‌فیلد») در پارک ملی تاریخی آدامز در کوینزی، ماساچوست واقع شده‌است.
در ۱۸۷۶ میلادی، آدامز به عنوان فرماندار ماساچوست نامزد شد، اما نتوانست موفق شود.
در جریان مناقشه رأی الکترال کالج در انتخابات ریاست جمهوری ۱۸۷۶، آدامز به‌جای جمهوری‌خواه رادفورد بی. هیز، از دموکرات ساموئل جی. تیلدن حمایت کرد.

## زندگی شخصی
وی در ۳ سپتامبر ۱۸۲۹ میلادی با ابیگیل براون بروکز (۱۸۰۸ – ۱۸۸۹ میلادی)، دختر پیتر چاردون بروکز (۱۷۶۷ – ۱۸۴۹ میلادی) که یک فرد متنفذ بود، ازدواج کرد. او دو خواهر به‌نام‌های شارلوت و آن داشت که شارولت با سیاستمدار اهل ماساچوست به‌نام ادوارد ایوریت ازدواج نموده و آن با وزیر یونیتاریان بنام ناتانیل فورتنگهام ازدواج کرد. آدامز و همسرش چندین فرزند داشتند:
- لوئیسا کاترین آدامز (۱۸۳۱ – ۱۸۷۰ میلادی)، کسی که با چارلز کوهن ازدواج کرد
- جان کویینسی آدامز دوم (۱۸۳۳ – ۱۸۹۴ میلادی)
- چارلز فرانسیس آدامز جونیور (۱۸۳۵ – ۱۹۱۵ میلادی)
- هنری بروکز آدامز (۱۸۳۸ – ۱۹۱۸ میلادی)
- آرتور جورج آدامز (۱۸۴۱ – ۱۸۴۶ میلادی) که در سن جوانی درگذشت
- مری گاردینر آدامز (۱۸۴۵ – ۱۹۲۸ میلادی) کسی که با دکتر هنری پارکر کویینسی ازدواج کرد
- پیتر چاردون بروکز آدامز (۱۸۴۸ – ۱۹۲۷ میلادی)

آدامز در ۲۱ نوامبر ۱۸۸۶ در بوستون درگذشت و در گورستان ماونت ولاستون در کوینزی به خاک سپرده شد. وی آخرین فرزند زنده جان کویینسی آدامز بود.
«سلامت و روان» همسر وی ابیگیل پس از مرگ همسرش به وخامت گراید و او نیز در ۶ ژوئن ۱۸۸۹ در پیس‌فیلد درگذشت.